# Puente Navarro
El Puente Navarro es un tipo de puente en ménsula, que cruza el Río Magdalena ubicado en Honda, Tolima, además conecta a Honda y Puerto Bogotá, Cundinamarca

## Galería

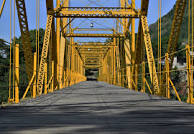
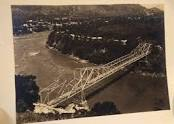

## Aspecto técnico
El puente tiene una estructura de hierro y acero del tipo llamado Cantilever de cornisa, con una longitud de 167,65 m, 5,20 m de ancho y una altura de 18,30 m sobre el río. La estructura fue adquirida a la compañía San Francisco Bridge Company de Nueva York, a través de gestiones hechas por Norman J. Nichols.